# Dżadżurr
Dżadżurr – wieś w Armenii, w prowincji Szirak. W 2011 roku liczyła 830 mieszkańców.